# Italiensperling
Der Italiensperling (Passer italiae) ist eine Populationsgruppe von Sperlingen, die eine große Ähnlichkeit gegenüber dem Weidensperling (Passer hispaniolensis) und dem Haussperling (Passer domesticus) aufweist. Anzutreffen ist der Italiensperling auf der Apenninhalbinsel, auf Korsika sowie auf Kreta. Er kommt dort weitestgehend ohne die beiden nahe verwandten Arten Weidensperling und Haussperling vor und vertritt somit diese beiden Arten in dem Gebiet. Der taxonomische Status des Italiensperling ist äußerst umstritten, er wurde und wird neben der Klassifizierung als eigenständige Art sowohl als Unterart des Haus- als auch des Weidensperlings angesehen. Auch die evolutionäre Entstehung des Italiensperlings ist umstritten, seit längerer Zeit wird unterstellt, er sei durch eine stabilisierte Hybridisierung aus Haus- und Weidensperling entstanden, was allerdings heute stark bezweifelt wird.

## Aussehen

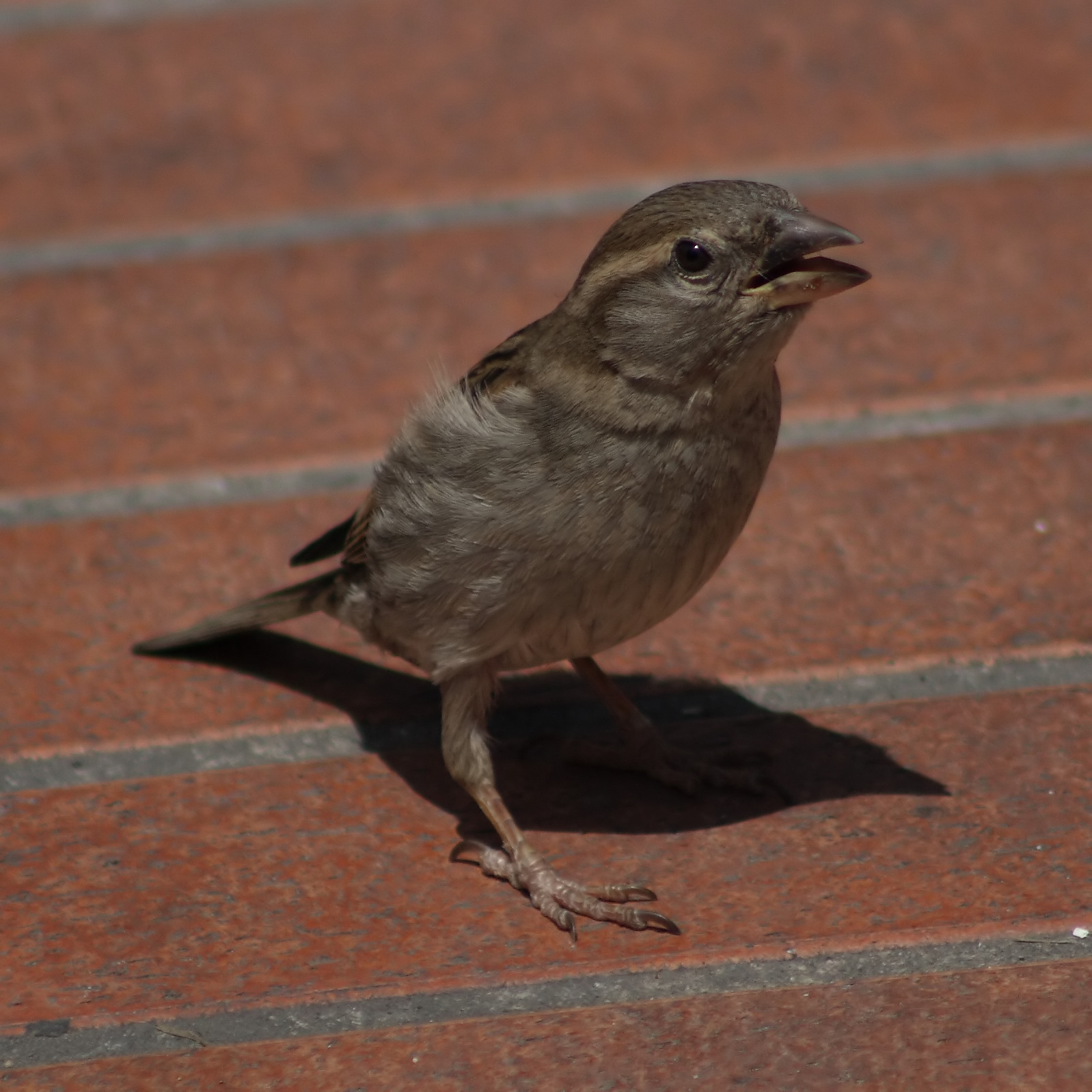
Weibchen

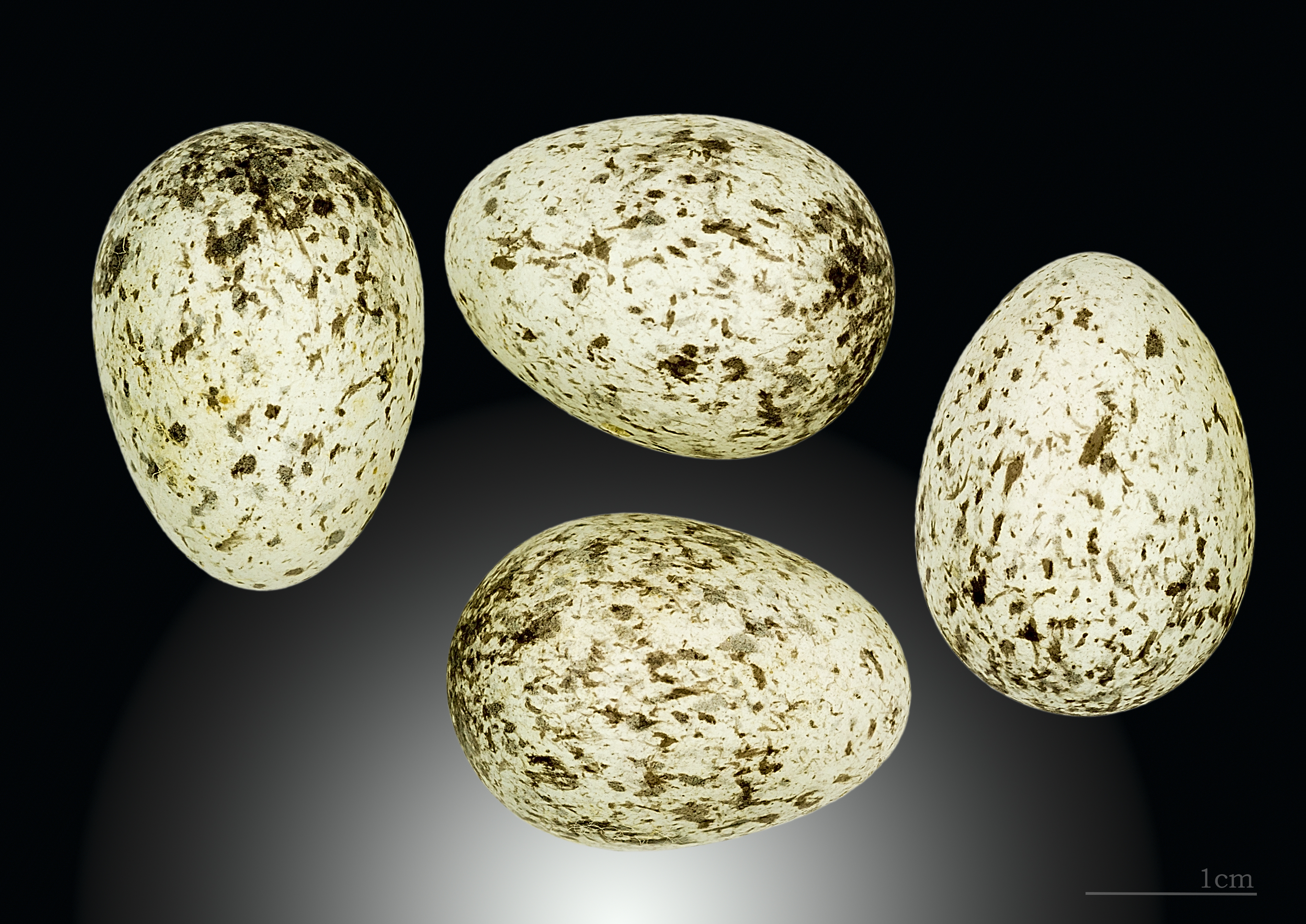
Passer italiae

Im Aussehen liegt der Italiensperling zwischen seinen beiden vermuteten Elternarten und ist von anderswo spontan entstehenden Hybriden kaum zu unterscheiden: Wie beim Weidensperling sind Kopf, Stirn und Nacken lebhaft kastanienbraun, zuweilen auch rötlichbraun. Die Wangen sind fast reinweiß, nicht schmutziggrauweiß wie beim Haussperling. Ein feiner weißer Überaugenstreif ist meist deutlich erkennbar. Der Kehlfleck ist rein schwarz, der Brustlatz deutlicher schwarz geflockt als beim Haussperling. Im sonstigen Körpergefieder ähnelt der Italiensperling wieder sehr dem Haussperling, doch sind bei ihm Hinterrücken und Bürzel ebenfalls bräunlich und nicht grau. Die Weibchen des Italiensperlings lassen sich im Feld von denen des Haussperlings kaum, von denen des Weidensperlings nur sehr schwer unterscheiden.

## Verbreitung

Verbreitungsgebiet des Italiensperlings

Auf der Apenninhalbinsel ist der Italiensperling die häufigste Vogelart. Seine Verbreitung nach Norden wird durch den Alpenbogen begrenzt. Südlich der Alpen besteht eine recht abrupte, ungefähr 35 bis 40 Kilometer breite Übergangszone zwischen den Populationen des Haus- und Italiensperlings, in der es auch häufig zu Bastardisierungen kommt. Phänotypisch reine Italiensperlinge erreichen auch Tiroler Täler nördlich der Alpen und erscheinen vereinzelt auch in Südkärnten.
Im Gegensatz zum recht abrupten Artübergang zum Haussperling im Norden ist in der Mitte und im Süden Italiens der Italiensperling durch eine breite fließende Übergangszone mit dem Weidensperling verbunden.
Die Italiensperlinge Korsikas ähneln in ihrem Aussehen denen Norditaliens, und der Übergang zu den Weidensperlingen auf Sardinien ist hier recht deutlich. Auch Kreta und Peloponnes sind vom Italiensperling besiedelt.

## Lebensraum
Wie der Haussperling ist der Italiensperling ein Bewohner der Städte, Dörfer und landwirtschaftlichen Anwesen. Er ist ein ausgesprochener Standvogel ohne Tendenz zur nomadisierenden Lebensweise des Weidensperlings.

## Ernährung
Seine Nahrung besteht aus Sämereien aller Art; tierische Nahrung wird je nach Verfügbarkeit in unterschiedlichem Ausmaße aufgenommen, ihr Anteil an der Gesamtmenge übersteigt jedoch 10 % nicht wesentlich.

## Taxonomische Diskussion
Die taxonomische Einordnung des Italiensperlings ist seit seiner Beschreibung vor nahezu 200 Jahren stets umstritten gewesen und auch heute noch keinesfalls geklärt.
Das Aussehen des Federkleids der Männchen des Italiensperlings liegt eindeutig zwischen Haus- und Weidensperling; die Weibchen aller drei Arten hingegen sind sich sehr ähnlich. Haus- und Weidensperling gelten als unterschiedliche Arten, da sie in vielen Gebieten sympatrisch vorkommen, ohne dass es zu Hybridisierungen kommen würde. Alles Weitere ist umstritten, die wesentlichen Fragen werden im Folgenden erörtert.

### Wie ist der Italiensperling entstanden?
Die auch heute noch gängigste Hypothese wurde vor allem durch Wilhelm Meise geprägt, der 1936 die These aufstellte, der Italiensperling sei eine stabilisierte Hybridform aus Haus- und Weidensperling. Er begründete diese These unter anderem damit, dass es in Oasen in Ostalgerien und Tunesien auch heute noch zur Hybridisierung zwischen Weidensperling und der Unterart tingitanus des Haussperlings kommt, und dass dortige Hybride dem Italiensperling im Aussehen sehr ähneln. Auch gibt es im Süden Italiens eine breite Übergangszone zwischen Weiden- und Italiensperling sowie im Norden eine Zone, in der Italien- und Haussperling hybridisieren. Weiterhin ähneln die Italiensperlinge im Norden mehr den Haussperlingen, die im Süden mehr den Weidensperlingen, und es gibt dabei einen graduellen Übergang. Somit scheint der Italiensperling beiden vermeintlichen Vorläuferarten sehr nahezustehen.
Alle Szenarien zur Erklärung der hybridogenen Entstehung des Italiensperling unterstellen dabei drei Phasen: In der ersten Phase gibt es eine ausgiebige Hybridisierung zwischen beiden Elternarten, in der zweiten Phase kommt es zu einer geographischen Isolation der Hybridform (beispielsweise durch zunehmende Vergletscherung während des Pleistozän), die sich dadurch stabilisieren kann. In der dritten Phase kommt die Hybridform wieder in Kontakt mit beiden Elternarten, und es kommt wiederum zu Hybridisierungen, die die Abgrenzungen der Arten beeinflussen.
In der Pflanzenwelt ist eine Artbildung durch Hybridisierung keine Seltenheit, jedoch in der Vogelwelt haben sich bislang alle derartigen Vermutungen nicht bestätigen lassen.
Dennoch wurde diese These der Entstehung des Italiensperlings akzeptiert und sogar als Paradebeispiel der Artentstehung durch stabilisierte Hybridisierung angesehen.
Die Arbeit Meises beeinflusste die Ornithologen in der Folgezeit sehr. Erst lange Zeit später wurde zuerst von Burkard Stephan darauf hingewiesen, dass die Argumentation Meises einen Zirkelschluss enthält, da dieser bereits in der Ausgangsposition seiner Arbeit einen Merkmalsindex so definiert, dass der Italiensperling genau zwischen Weiden- und Haussperling angesiedelt ist und damit die Artbildung durch Hybridisierung implizit schon unterstellt.
Alternativ wird deshalb auch eine „herkömmliche“ Artentstehung des Italiensperlings angenommen, wobei dabei weiterhin ungeklärt ist, ob dieser eine eigenständige Art oder eine Unterart von Haus- oder Weidensperling ist. Eine weitere Hypothese in diesem Zusammenhang ist, dass der Italiensperling ein Zwischenstadium bei der Artentrennung von Haus- und Weidensperling darstellt.

### Wem steht der Italiensperling näher?
Unabhängig von Entstehung und taxonomischem Status ist auch die Frage, ob der Italiensperling dem Haus- oder dem Weidensperling näher steht, bis heute umstritten.
Aus ökologischer Sicht scheint der Italiensperling dem Haussperling näher zu stehen, denn er ist, wie dieser, auch ein ausgesprochener Kulturfolger. Die breite Zone fließenden Übergangs zwischen Italien- und Weidensperling im Süden Italiens sowie der recht abrupte Übergang zwischen Italien- und Haussperling in den Alpen lassen allerdings eher auf ein näheres Verwandtschaftsverhältnis zwischen Weiden- und Italiensperling schließen, wobei anzumerken ist, dass Wilhelm Meise 1936 den abrupten Übergang zwischen Haus- und Italiensperling in den Alpen etwas willkürlich als Grund ansah, den Italiensperling dem Haussperling als Unterart zuzuordnen, was wiederum viele Forscher in der Folgezeit beeinflusste.
In der Vergangenheit durchgeführte wissenschaftliche Untersuchungen kommen zu unterschiedlichen Ergebnissen. Viele am Ende des 20. Jahrhunderts veröffentlichte Forschungsarbeiten, die neben den klassischen Arbeitsweisen auch Bioakustik, Reproduktionsbiologie, Molekulargenetik und Chromosomenstudien einbezogen, zeigen, dass der Italiensperling viel mehr Gemeinsamkeiten mit dem Weidensperling als mit dem Haussperling hat.
Im Gegensatz dazu steht eine 1988 durchgeführte Untersuchung der Genabschnitte von 15 polymorphen Isozymen, die für die Abspaltung des Italien- vom Haussperling eine Zeitspanne von nur 15.300 Jahren und im Gegensatz dazu die Abspaltung des Italien- vom Weidensperling auf vor 113.300 Jahren datiert.
Im Jahr 2001 wurden die mitochondriale Gen-Sequenz des Cytochrome-b und weitere mitochondriale Pseudogene von mindestens zwei verschiedenen Individuen der beteiligten Arten untersucht. Auch diese Analysen zeigen weniger Unterschiede zwischen Italien- und Haussperling (Abweichung 0,54 %) als zwischen Italien- und Weidensperling (Abweichung 2,66 %) und legen somit eine engere Verwandtschaftsbeziehung zwischen Haus- und Italiensperling nahe. Diesen beiden molekulargenetischen Arbeiten widerspricht wiederum eine 2002 durchgeführte DNA-Analyse von Mikrosatelliten, die den Ursprung des Italiensperlings aus einer Weidensperlingspopulation nahelegt.

### Ist der Italiensperling eine eigenständige Art?
Ursprünglich beschrieben wurde der Italiensperling als eigenständige Art (Fringilla italiae Vieillot 1817). In der Zwischenzeit wurde er – und wird noch immer – als Unterart des Haussperlings (P. domesticus italiae) oder als Unterart des Weidensperlings (P. hispaniolensis italiae) betrachtet. Der These der hybridogenen Entstehung Rechnung tragend, wird er auch als Passer x italiae klassifiziert. Um dem Problem der unklaren Artentstehung aus dem Wege zu gehen, sieht man ihn vor allem aus praktischen Gründen auch als eigene Art (Passer italiae).
Für die Klassifizierung als Unterart des Weidensperlings spricht heute vieles, auch der fließende Übergang zwischen den Sperlingspopulationen im Süden Italiens. Anzumerken ist hierbei, dass entsprechend den taxonomischen Prioritätsregeln die korrekten Bezeichnungen für Italien- und Weidensperling eigentlich Passer italiae italiae und Passer italiae hispaniolensis lauten müssten, da nomenklatorisch bei Arten mit Unterarten der ältere Name als Artname verwendet wird.
Interessant ist weiterhin, dass in den 1990er Jahren im mittleren und nördlichen Italien bei Foggia und im Delta des Po je eine reine Weidensperlingspopulation eingewandert ist, deren Bestand stetig anwächst. Diese Weidensperlinge scheinen sich nicht mit den dort lebenden Italiensperlingen zu vermischen. Entsprechend den aufgestellten Regeln ist aber für Neozoen ein Zeitraum von wenigstens 25 Jahren oder 3 Generationen abzuwarten, um diese als etabliert zu betrachten. Dann wäre der Artstatus des Italiensperlings neu zu überdenken.